# Györgyi
A  Györgyi   női név a György férfinévből keletkezett a 19. században, eredetileg Györgyike formában.

## Rokon nevek
- Györgyike:[1] a név eredeti alakja, melyet a 19. században alkottak meg a Georgina magyarítására.[2]

## Gyakorisága
Az 1990-es években a Györgyi ritka, a Györgyike szórványos név volt, a 2000-es években nem szerepelnek a 100 leggyakoribb női név között.

## Névnapok
Györgyi, Györgyike:
- február 15.[2]
- április 24.[2]
- május 5.[2]
- december 9.[2]

## Idegen nyelvi változatai
- Georgina

## Híres Györgyik
„Györgyi” utónevű személyek szócikkeinek listája a Wikidata alapján